# Cantó de Marans
El cantó de Marans és un cantó francès del departament del Charente Marítim, al districte de La Rochelle. Té sis municipis i el cap és Marans.

## Municipis
- Andilly
- Charron
- Longèves
- Marans
- Saint-Ouen-d'Aunis
- Villedoux

## Història
| Data d'elecció                           | Identitat          | Partit                     | Qualitat |
| ---------------------------------------- | ------------------ | -------------------------- | -------- |
| 1945-1949                                | M. Petit           | RI                         |          |
| 1949-1985                                | Roland Le Bigot    | Divers gauche, després MRG |          |
| 1985-2004                                | Bernard Bouchereau | Divers droite              |          |
| 2004-2011                                | Bernard Ferrier    | Les Verts                  |          |
| 2011-                                    | Patrick Blanchard  | Divers droite              |          |
| les dades anteriors no són pas conegudes |                    |                            |          |
|                                          |                    |                            |          |

## Demografia
| A partir de 1990: Població sense dobles comptes |